# Potamophylax cingulatus
Potamophylax cingulatus là một loài Trichoptera trong họ Limnephilidae. Chúng phân bố ở miền Cổ bắc.